# Aït Abdallah (kommun)
Ait Abdallah (franska: Ait Abdallah (CR), Ait Abdallah (Commune Rurale), arabiska: ادار) är en kommun i Marocko.   Den ligger i provinsen Taroudannt och regionen Souss-Massa, i den centrala delen av landet, 500 km söder om huvudstaden Rabat. Antalet invånare är 2 946.